# 文芸プロダクションにんじんくらぶ

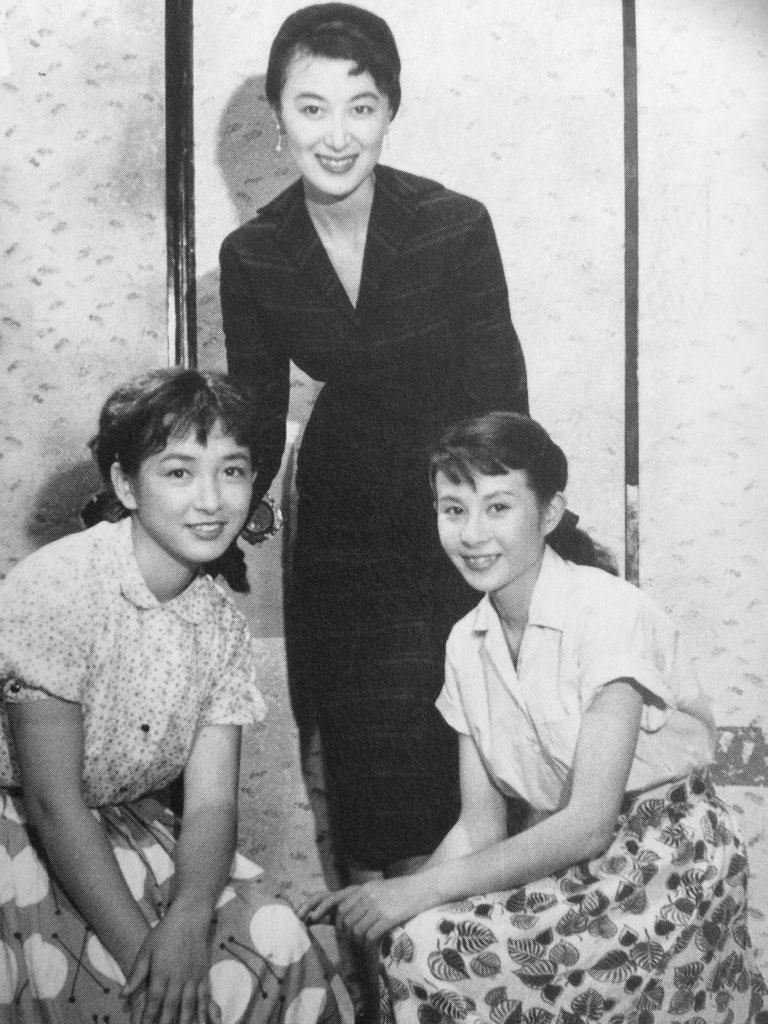
にんじんくらぶは1954年4月16日、有馬稲子、岸惠子、久我美子の3人によって設立された。

株式会社文芸プロダクションにんじんくらぶ（ぶんげいプロダクションにんじんくらぶ）は、かつて存在した日本の映画制作プロダクション。略称で、にんじんくらぶとも呼ばれる。

## 略歴

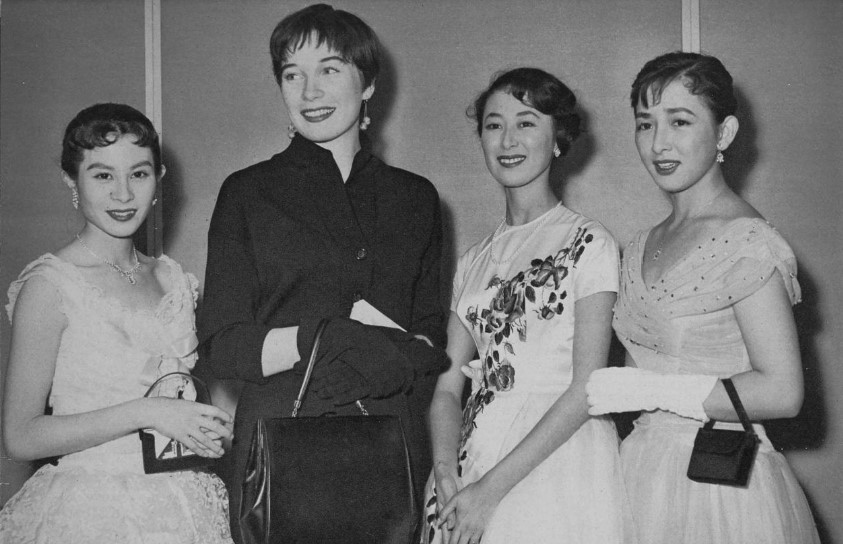
1956年、にんじんくらぶの謝恩パーティーが産経国際ホールで開かれた。『ハリーの災難』が2月8日に日本で公開されたばかりの頃であり、同作でスクリーンデビューを果たしたシャーリー・マクレーンもパーティーに参加した。

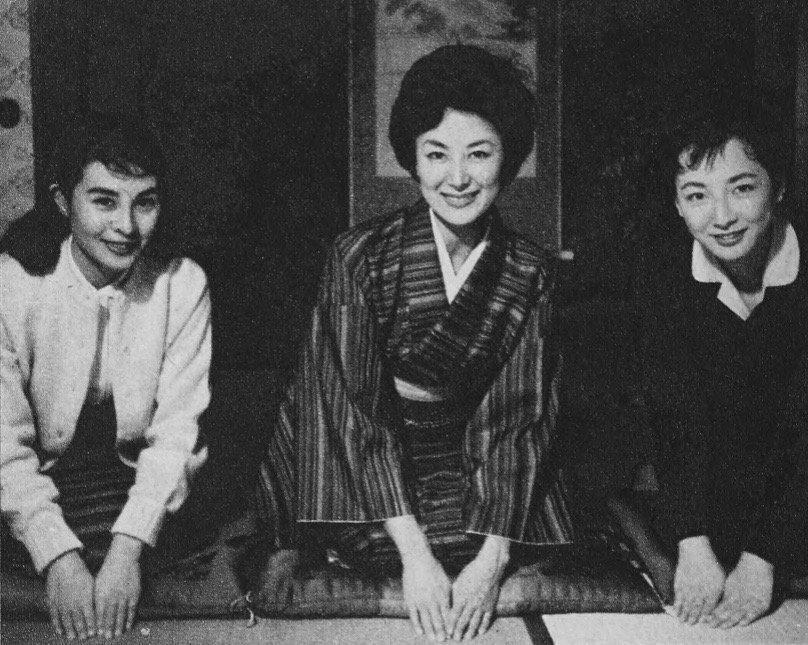
岸、久我、有馬の初共演映画『風花』（1959年）

1954年（昭和29年）3月、木下惠介の監督映画『女の園』が公開、出演者の岸惠子と久我美子はこの映画の撮影中に「女だけのプロダクションをつくろう」と意気投合した。「でも二人だけじゃ寂しいわね」と久我が言うと、岸は「有馬稲子っていう威勢のいい人がいるじゃない」と提案した。同年4月16日、久我、有馬、岸の3人は「文芸プロダクションにんじんくらぶ」を設立した。資本金は50万円（当時）。代表取締役社長は、「改造社」出身の若槻繁。設立目的は「俳優のための映画の企画をする（自由に映画を創る）」ため。本来は、3人らが決めた「にんじんくらぶ」を社名としたかったのだが、プロダクションであるということを説明する必要上、肩書きが付け加えられ「文芸プロダクションにんじんくらぶ」の名称で登記された。
当時、岸は松竹の専属俳優、久我と有馬は東宝の専属俳優であったが、前年締結された五社協定を意識し、俳優活動が制限されないよう、専属契約下での他社出演を実現させるための設立となった。当初は、3人を中心とした俳優のマネジメントを業務とする予定だった が、やりたい作品を実現させるための製作費については自ら拠出することが条件となったため、会社の定款に当初なかった「映画製作」を付け加えることとなり、独立系映画制作プロダクションとして活動した。
設立に際しては、高村潔（松竹専務）・マキノ光雄（東映専務）・松山英夫（大映常務）・森岩雄（東宝専務）・服部知祥（新東宝社長）といった五社の幹部、石坂洋次郎・井上靖・大佛次郎・川端康成・高見順・谷崎潤一郎・壺井栄・丹羽文雄・平林たい子・武者小路実篤といった作家が顧問となった。
翌1955年（昭和30年）、岸の誘いにより有馬が松竹に移籍。同年、有馬が映画化を切望した『胸より胸に』（家城巳代治監督）をCPC（シネマ・プロデウス・サークル）と共同で製作、第1回作品となった。その後、『人間の條件』（1959年～61年、小林正樹監督）や、『お吟さま』（1962年、田中絹代監督）、『乾いた花』（1964年、篠田正浩監督）などの作品を世に送り出した。
一方、俳優のマネジメントも積極的に行い、1957年（昭和32年）の岸の結婚後には南原伸二・桂木洋子・杉浦直樹が加入。その後、岡田眞澄・倉田爽平・藤木孝・菅井きん・瞳麗子・宝みつ子・渡辺美佐子・小林千登勢・冨士眞奈美・三田佳子・津川雅彦・佐藤慶などが加入、20数人の俳優を擁し俳優集団として活動した。
1965年（昭和40年）、『怪談』（小林正樹監督）の製作の際に発生した約3億円という巨額な製作費と興行不振により負債が発生、事実上倒産した。所属俳優については、現代演劇協会理事長の福田恆存が劇団雲に並ぶ新劇団への移籍を呼びかけたが、俳優の意見が分裂、解散となった。福田が率いた新劇団へは南原宏治・岡田眞澄・倉多爽平・杉浦直樹・藤木孝・国景子・菅井きん・宝みつ子・瞳麗子の9名が参加、劇団欅と命名された。
代表だった若槻はその後も「にんじんプロダクション」を立ち上げ映画製作を行い、主な作品に1966年（昭和41年）の日本・台湾の合作『カミカゼ野郎 真昼の決斗』 （主演：千葉真一、監督：深作欣二）がある。　　

## 主な製作作品
- 胸より胸に （1955年）
- 黒い河 （1957年） - ※企画

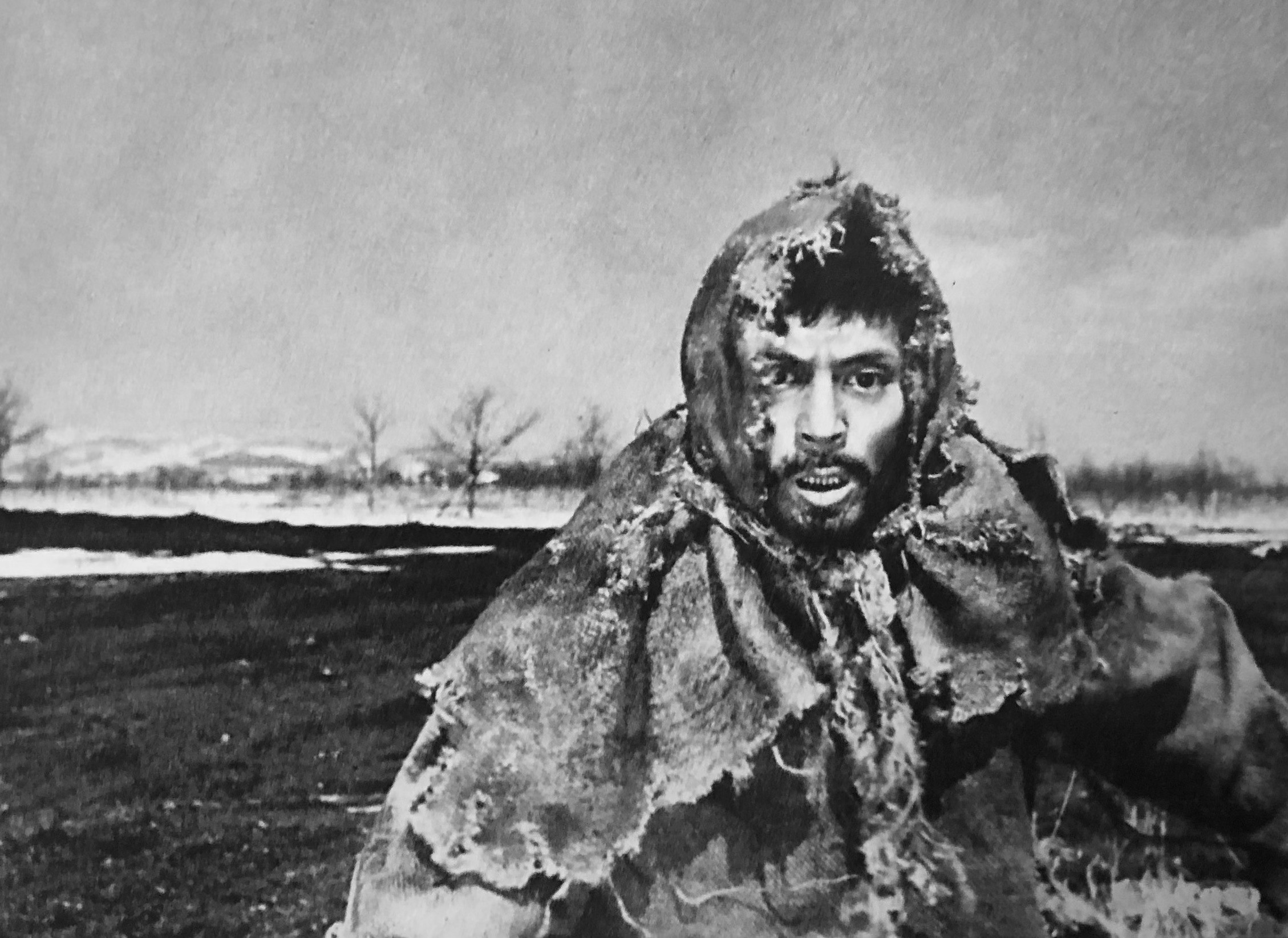
『人間の條件』五部作

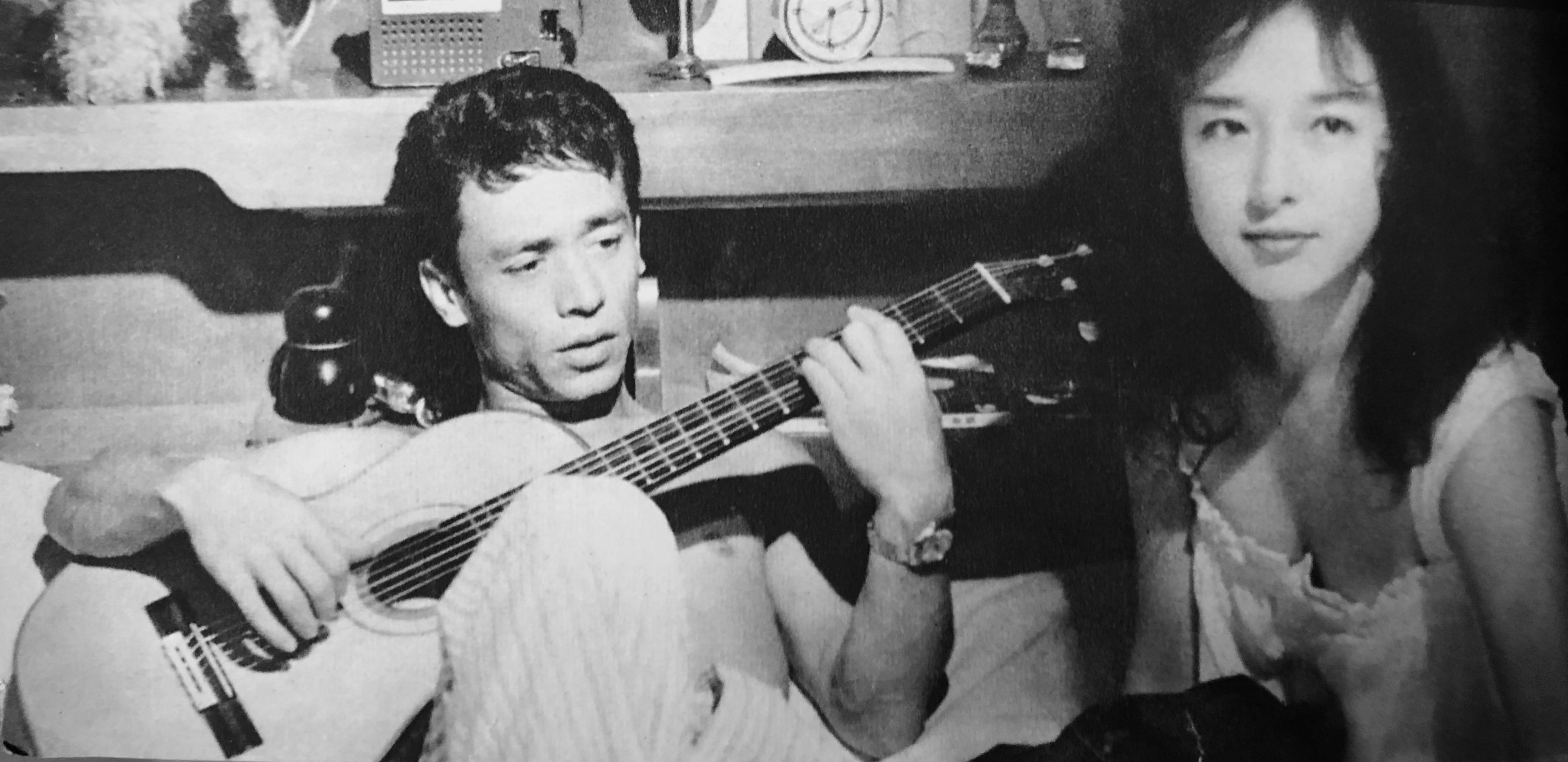
『充たされた生活』（1962年）。右は有馬稲子。

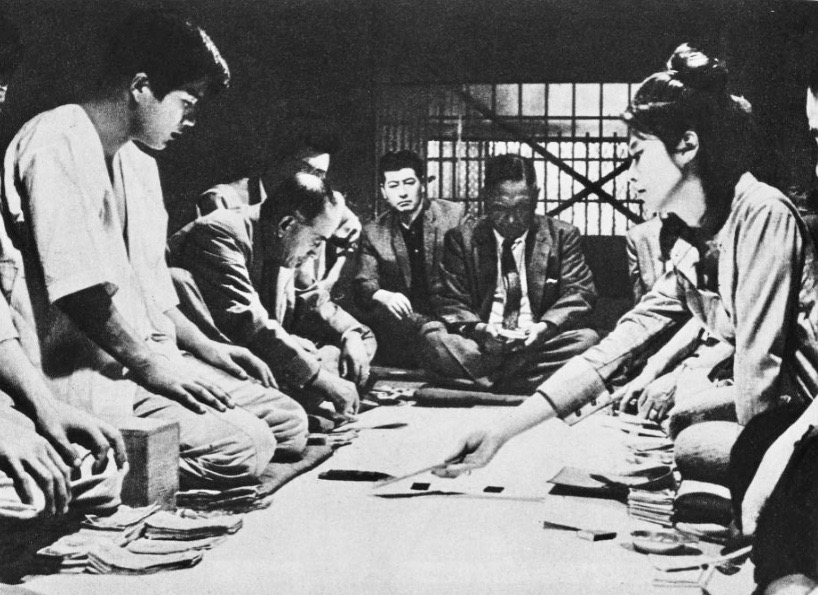
『乾いた花』（1964年）

- 人間の條件・第一・第二部 （1959年） - キネマ旬報ベスト・テン第5位
- 人間の條件・第三・第四部 （1959年） - キネマ旬報ベスト・テン第10位 ※企画
- 人間の條件・完結篇 （1961年） - キネマ旬報ベスト・テン第4位、ヴェネツィア国際映画祭サンジョルジュ賞・イタリア批評家賞
- もず （1961年）
- からみ合い （1962年） - 英国アカデミー賞国連平和賞
- お吟さま （1962年）
- 充たされた生活 （1962年）[15]
- 裸体 （1962年）
- 乾いた花 （1964年）[15]
- 怪談 （1965年） - キネマ旬報ベスト・テン第2位、カンヌ国際映画祭審査員特別賞、米アカデミー外国語映画賞ノミネート